# Rodrigo De la Fuente
Rodrigo De la Fuente Morgado (Madrid, 26. studenog 1976.) španjolski je profesionalni košarkaš. Igra na poziciji niskog krila, a trenutačno je član talijanske Lottomatice Rim. 

## Karijera
Nakon povratka u Europu iz SAD-a 1998., Fuente je potpisao za španjolsku F.C. Barcelonu. U Barci je ostao 10 godina, a pritom postao kapetanom kluba. S njome je osvojio četiri naslova španjolskog prvaka (1999., 2001., 2003., 2004.), tri Kupa Kralja (2001., 2003., 2007.), jedan španjolski superkup (2004.), kup Radivoja Koraća (1999.) i Euroligu (2003.). U jesen 2007. odlazi u talijanski Benetton Treviso, u kojem je igrao do siječnja 2008., kada odlazi u Lottomaticu Rim.

## Španjolska reprezentacija
Bio je član španjolske košarkaške reprezentacija koja je na Europskim prvenstvima u Francuskoj 1999. i Švedskoj 2003. osvojila srebrnu medalju. S reprezentacijom je još igrao na Olimpijskim igrama u Sydneyu 2000. i Ateni 2004. godine. 

## Vanjske poveznice
- Profil  Arhivirana inačica izvorne stranice od 30. travnja 2009. (Wayback Machine) na Lega Basket Serie A
- Profil  Arhivirana inačica izvorne stranice od 20. prosinca 2008. (Wayback Machine) na Virtus Roma
- Profil  Arhivirana inačica izvorne stranice od 21. studenoga 2017. (Wayback Machine) na ACB.com